# Michael Roman
Michael Roman (* 1956 in der Greater Los Angeles Area; † 26. Dezember 2016 in San Francisco) war ein US-amerikanischer Plakatkünstler und Grafikdesigner. Er entwarf Schablonen und bedruckte damit Plakate, Fahnen, Kleidung und Bühnenbilder. Als Halbmexikaner ließ er sich in seiner künstlerischen Arbeit von der indigenen Bevölkerung Nord- und Südamerikas und Afrikas inspirieren.

## Biografie
Michael Roman wuchs in Greater Los Angeles auf und zog Mitte der 70er Jahre in den Ostteil New Yorks um. Dort besprühte er nachts Hauswände mit seinen Graffiti und arbeitete tagsüber als Fahrradkurier. Weil er dort öfters Päckchen abzugeben hatte, bekam er Einblick in die Künstlerwerkstatt von Andy Warhol, der ihn stark beeinflusste. In den 80er Jahren war Roman ein gefragter Künstler der New Yorker Club- und Punkszene. Er gestaltete die Innenwände angesagter Lokale, wie die des Pyramid Clubs und sprühte Ankündigungen für Events als Streetart auf das Straßenpflaster.
In den 90er Jahren wurde Carlos Santana auf den Künstler aufmerksam. Michael Roman entwarf das Cover der LP Milagro von Santana, gestaltete die Kulissen von verschiedenen Touren der Band und bedruckte deren Bühnenkleidung. Weiter arbeitete Roman für die Doughboys, Madonna und für Keith Richards von den Rolling Stones. Für Die Toten Hosen entwarf er mehrere Plattencover, Tourplakate und einen großen Teil der Kleidung für die Bandmitglieder persönlich oder für das Merchandising.
Michael Roman verlegte seinen Wohnsitz nach San Francisco, wo er als Direktor des „Mission Cultural Center“ seine Erfahrungen an Kunststudenten weitergab. Michael starb am 26. Dezember 2016 nach schwerer Krankheit.